# Michałczyna Skałka
Michałczyna Skałka – bezleśne wzniesienie o wysokości ok. 1396 m n.p.m. znajdujące się w masywie Szerokiej Jaworzyńskiej w słowackiej części Tatr Wysokich. Michałczyna Skałka leży w północno-zachodnim ramieniu Babosia i stanowi jego kulminację. Na wierzchołek Michałczynej Skałki nie prowadzą żadne znakowane szlaki turystyczne, jest ona objęta obszarem ochrony ścisłej, który rozciąga się wokół masywu Szerokiej Jaworzyńskiej i jej dwóch ramion.
Michałczyna Skałka jest wzniesieniem praktycznie bezleśnym, jedynie poniżej jej wierzchołka rośnie mała kępa drzew. U jej podnóża, po stronie Doliny Szerokiej, znajduje się spora Michałczyna Polana.
Pierwszych wejść na wierzchołek Michałczynej Skałki dokonywali najprawdopodobniej myśliwi, brak jakichkolwiek danych co do pierwszych wejść turystycznych.